# Zeche Tremonia
Die Zeche Tremonia ist ein ehemaliges Steinkohlenbergwerk in Dortmund Stadtmitte-West. Auf dem Bergwerk wurde neben Steinkohle auch Eisenstein abgebaut. Bis zum Jahr 1863 wurde das Bergwerk auch Zeche Teichmühlenbaum genannt. Die Gewerkschaft der Zeche Tremonia war eines der Gründungsmitglieder des Rheinisch-Westfälischen Kohlen-Syndikats. Die Bergbau-Aktien Gesellschaft Tremonia gehörte zu den Gründungsmitgliedern des Vereins für bergbauliche Interessen.

## Geschichte

### Die Anfänge
Die Anfänge des Bergwerks liegen in der zweiten Hälfte des 18. Jahrhunderts. Dort begann im Jahr 1760 Wilhelm Friedrich von Hövel auf der nordöstlichen Uferseite der Emscher mit Schürfarbeiten. Später wurden auch aus dem Emschertal mehrere Stollen in nordöstlicher Richtung aufgefahren. Wilhelm Friedrich von Hövel nannte sein Bergwerk Zeche Dickmüllerbaum. Weitere Namen des Bergwerks waren Zeche Dijkmollenboem, Zeche Dickmühlenbaum und Zeche Dieckmühlerbaum. Im Jahr 1774 wurden vier Schächte in der Nähe der Vogtskuhle abgeteuft und eine Kohlenbank mit einer Mächtigkeit von 1,3 Metern aufgeschlossen. Zu diesem Zeitpunkt war noch ein Stollen aus dem Emschertal vorhanden. Im Jahr 1780 wurde ein Kunstwerk zur Wasserhebung installiert. Allerdings wurde der Betrieb des Bergwerks bald wieder eingestellt. Im Jahr 1786 beabsichtigten mehrere Gewerken, das Bergwerk wieder in Betrieb zu nehmen. Um das Jahr 1800 erlosch der Betrieb des Bergwerks wieder. Im Jahr 1803 nannte J. D. Engels das Bergwerk bereits Zeche Teichmühlenbaum. Während der Zeit der Freiheitskriege lag das Bergwerk still. Am 26. September des Jahres 1828 wurde eine Mutung unter dem Namen Beatrix eingelegt. Es wurde ein Schurfschacht mit einer Teufe von sieben Lachter geteuft und zwei Abhauen angelegt. Im Jahr 1840 wurde die Berechtsame erneut angemeldet. Im Jahr 1845 wurde die Zeche Dickmüllerbaum endgültig umbenannt in Zeche Teichmühlenbaum. Es wurde die Mutung Tremonia erworben und mit den Teufarbeiten für einen Schurfschacht begonnen. Der Schurfschacht wurde südlich der Baroper Mühlenbrücke über die Emscher angesetzt und bis auf eine Teufe von zehn Lachter abgeteuft. Am 18. Mai des Jahres 1848 wurde eine Mutung auf das Feld Teichmühlenbaum Nr. IV eingelegt. In der Zeit vom 14. März bis zum 7. April des Jahres 1849 wurden die Geviertfelder Teichmühlenbaum Nr. I - IV verliehen. Im Jahr 1851 wurde die Berechtsame vermessen.

### Die ersten Jahre als Tremonia

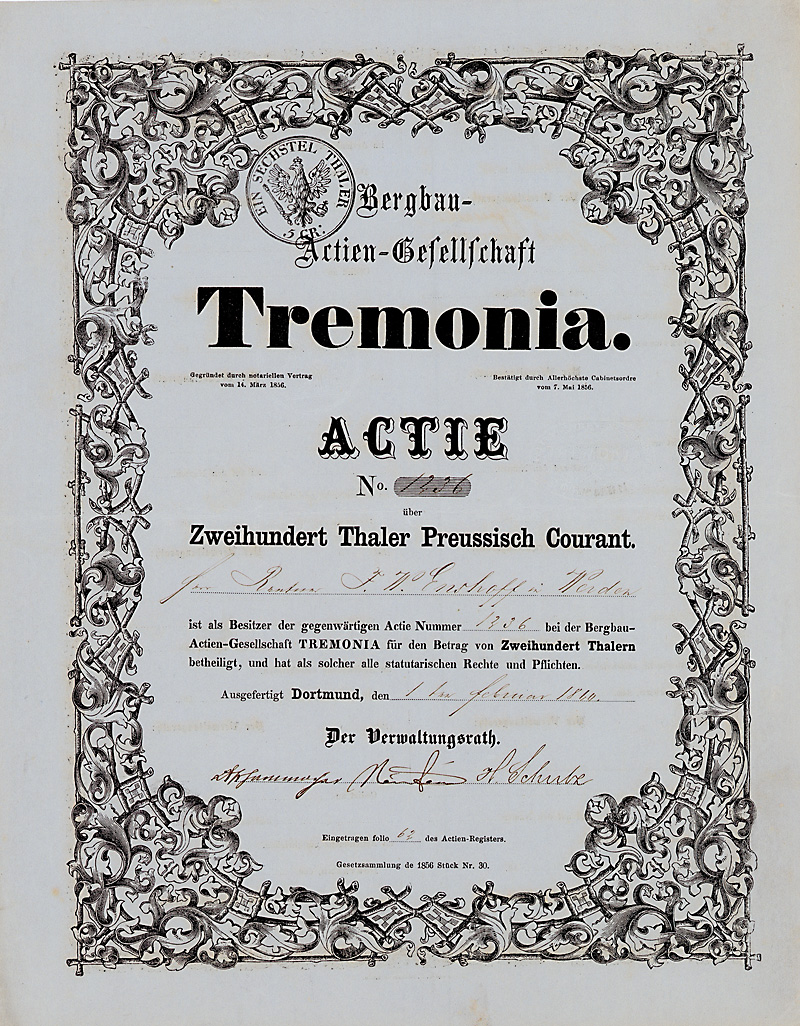
Aktie über 200 Thaler der Bergbau-AG Tremonia vom 1. Februar 1860

Die Bergbau-AG Tremonia wurde im Jahr 1855 gegründet. Noch im selben Jahr wurde das Bergwerk umbenannt in Zeche Tremonia. Die Berechtsame umfasste eine Fläche von 4,1 km2 und bestand aus den Geviertfeldern Teichmühlenbaum und Teichmühlenbaum Nr. II - IV. Im Jahr 1856 erwarb die Bergbau-AG Tremonia die Kuxenmehrheit der Gewerkschaft Teichmühlenbaum. Noch im selben Jahr wurden die bergbaulichen Aktivitäten auf dem Bergwerk wieder aufgenommen. Es wurde mit den Teufarbeiten für den Schacht 1 begonnen. Der Schacht wurde an der Tremoniastraße angesetzt und erreichte noch im selben Jahr bei einer Teufe von 50 Metern (+37 m NN) das Karbon. Im Jahr darauf dauerten die Mauerungsarbeiten an der Schachtwandung noch an. Es wurde eine direktwirkende Wasserhaltungsmaschine in Betrieb genommen, die Maschine hatte einen Zylinderdurchmesser von 44 Zoll. Das Bergwerk gehörte zu dieser Zeit zum Bergrevier Dortmund. Im selben Jahr wurde bei einer Teufe von 64 Metern (+23 m NN) die Wettersohle angesetzt. Allerdings wurde diese Sohle wenig später wieder aufgegeben. Der Schachtausbau wurde von über Tage bis zu einer Teufe von 23½ Lachter wasserdicht ausgemauert. Bei den Teufarbeiten wurden bereits zwei Flöze durchörtert. Im Jahr 1858 wurde bei einer Teufe von 113 Metern (−26 m NN) die 1. Sohle angesetzt. Im Jahr 1859 wurde bei einer Teufe von 176 Metern (−89 m NN) die 2. Sohle (I. Tiefbausohle) angesetzt. Noch im selben Jahr wurde mit der Ausrichtung der I. Tiefbausohle begonnen. Es wurde ein nördlicher Querschlag angesetzt. Auf der Wettersohle wurden im selben Jahr mit dem nördlichen Querschlag sechs schmale Flöze durchfahren. Die Flöze hatten jedoch eine mindere Qualität und bestanden überwiegend aus Brandschiefer. Ihre Mächtigkeit lag zwischen sieben und achtzehn Zoll. Mit dem südlichen Querschlag der Wettersohle wurde im gestörten Gebirge ein Flöz mit einer Mächtigkeit von 52 Zoll angefahren. Dieses Flöz zeigte sich bei der weiteren Auffahrung als sehr unregelmäßig. Außerdem wurden in diesem Jahr ein Eisensteinfeld verliehen und die ersten Kohlen gefördert.

### Die ersten Betriebsjahre
Die regelmäßige Förderung wurde 1861 aufgenommen. Auch die Ausrichtungsarbeiten wurden weiter fortgeführt. Der nördliche Querschlag auf der Wettersohle wurde bis auf eine Länge von 172 Lachter aufgefahren. Mit dem Querschlag wurde ein 154 Zoll mächtiges Flöz aufgeschlossen. Auf der 2. Sohle wurden der nördliche Querschlag bis auf eine Länge von 138½ Lachter aufgefahren. Es wurden zwei Flöze mit einer Mächtigkeit von 78 und 18 Zoll durchörtert und am Ende der Auffahrung ein weiteres 18-zölliges Flöz angefahren. Die ersten beiden Flöze wurden bereits in Verhieb genommen. Der Abbau erfolgte zu dieser Zeit überwiegend im Nordfeld. Im Jahr 1862 wurde auf der 2. Sohle der nördliche Querschlag bis auf eine Länge von 189 Lachter weiter aufgefahren. Für zwei Flöze (78 Zoll und 144 Zoll) wurden die Sohlenstrecken weiter in östlicher und westlicher Richtung aufgefahren. Im Jahr 1863 wurde im Schacht 1 die Seilfahrt genehmigt. Im selben Jahr liefen auch die Aus- und Vorrichtungsarbeiten weiter voran. Im 144-zölligen Flöz wurde die Sohlenstrecke nach Westen bis auf eine Länge von 120 Lachter aufgefahren. Die Sohlenstrecke nach Osten im selben Flöz wurde bis an die Hauptverwerfung weiter aufgefahren. Auf dem 70 Zoll mächtigen Flöz wurden die westliche und die östliche Sohlenstrecke weiter aufgefahren. Auch in dem 78 Zoll mächtigen Flöz wurden auch die Sohlenstrecken weiter aufgefahren. Am 5. August des Jahres 1864 wurde die Bergbau-Aktien-Gesellschaft Tremonia aufgelöst. Im Jahr 1865 erfolgte die Umwandlung in die Gewerkschaft des Steinkohlen- und Eisensteinbergwerks Tremonia. Die Gewerkschaft Tremonia war zunächst eine Bergrechtliche Gewerkschaft mit 128 Kuxen. Noch im selben Jahr erhielt das Bergwerk einen Eisenbahnanschluss. Unter Tage wurde im nordöstlichen Feld der dort angesetzte Förderquerschlag bis auf eine Länge von 106 Lachter aufgefahren. Mit dem Querschlag wurden die Flöze B, C, D, E, F, G, H, I und K durchörtert. Die Mächtigkeit der Flöze betrug zwischen 18 und 70 Zoll. Das mächtigste Flöz war dabei mit 70 Zoll das Flöz K. Die geringste Mächtigkeit hatten die Flöze B und C mit jeweils 18 Zoll. Am 17. Januar des Jahres 1866 wurde das Feld Vogel-Tremonia von der Zeche Vereinigte Dorstfeld erworben. Das Feld hatte eine Größe von 0,3 km2. Am 15. März desselben Jahres wurden alle Felder inklusive der Erzberechtsame zu Tremonia konsolidiert. Die Berechtsame umfasste nun eine Fläche von 4,4 km2. Die Gewerkschaft Tremonia wurde in diesem Jahr in eine Gewerkschaft neuen Rechts mit 1000 Teilen umgewandelt. Das Bergwerk gehörte im Jahr 1867 mittlerweile zum Bergrevier Westlich Dortmund. Während auf den meisten anderen Zechen des Bergreviers neue Tiefbausohlen ausgerichtet wurden, fand dieses auf Tremonia zu dieser Zeit nicht statt.
Im Jahr 1868 fanden im Feld Teichmühlenbaum III (Südfeld) weitere Ausrichtungsarbeiten statt. Im Jahr 1869 wurde eine starke Reserve-Wasserhaltungsmaschine installiert. Am 17. August desselben Jahres kam es zu einer Schlagwetterexplosion. Bei diesem Grubenunglück wurden vier Bergleute getötet. Im Jahr 1871 wurde begonnen, die Betriebe mit Druckluft zu versorgen. Im Jahr 1872 wurde im Südfeld mit den Teufarbeiten für einen zweiten Schacht begonnen. Der Schacht wurde 350 Meter südlich von Schacht 1 in der Nähe der Tremoniastraße angesetzt und sollte als Wetterschacht genutzt werden. Im Jahr darauf wurden die Teufarbeiten im Gesenkbau weitergeführt. Der Schacht wurde bis auf eine Teufe von 253 Meter (−166 m NN) abgeteuft und bei dieser Teufe wurde die 3. Sohle (260mS) angesetzt. Am 26. Januar des Jahres 1874 kam es zu einem Mergelwasserdurchbruch, aufgrund dessen das Grubengebäude absoff. Ab Januar des darauffolgenden Jahres wurde das Grubengebäude gesümpft. Im Anschluss daran begann man damit, zahlreiche verbrochene Strecken aufzuwältigen. Nachdem diese Arbeiten getätigt worden waren, wurde die Förderung wieder aufgenommen. Außerdem wurden die Teufarbeiten am Wetterschacht wieder aufgenommen und der Schacht wurde tiefer geteuft. Bei einer Teufe von 41 Metern wurde das Karbon erreicht. Im Jahr 1876 wurde zwischen dem Schacht 1 und dem Wetterschacht ein Durchschlag erstellt. Im August desselben Jahres kam es zu einem erneuten Wassereinbruch, aufgrund dessen das Grubengebäude erneut bis Oktober gesümpft werden musste. Im Jahr 1877 wurde der Schacht 1 bis zur 3. Sohle in Betrieb genommen. Im Jahr 1880 musste die Gewerkschaft Tremonia aufgrund von Bergschäden hohe Entschädigungszahlungen leisten. Im Jahr 1882 wurde begonnen, eine Kohlenwäsche zu errichten. Im Jahr 1883 wurden die Teufarbeiten an Schacht 1 wieder aufgenommen und der Schacht wurde tiefer geteuft. Im selben Jahr wurde eine Kokerei in Betrieb genommen. Im Jahr darauf wurde im Schacht 1 bei einer Teufe von 352 Metern (−265 m NN) die 4. Sohle angesetzt. Da das Bergwerk unter dem Stadtgebiet abbaute, wurde ab dem Jahr 1886 der Bergeversatz eingeführt. Am 12. November desselben Jahres wurden die Schwefelkiesfelder Tremonia I und Tremonia II verliehen. Beide Felder zusammen umfassten eine Fläche von 4,1 km2. Noch im selben Jahr wurde mit der Gewinnung von Schwefelkies begonnen. Am 27. Juni des Jahres 1887 wurde ein Feldertausch mit der Zeche Vereinigte Westphalia getätigt. Im Jahr 1888 wurde immer deutlicher, dass der Schacht 1 nicht mehr betriebssicher war. Deshalb war die Gewerkschaft gezwungen, einen neuen Schacht als Ersatz für Schacht 1 zu teufen.

### Die weiteren Betriebsjahre
Noch im Jahr 1888 wurde mit den Teufarbeiten für den Schacht 2 begonnen. Der Schacht wurde neben Schacht 1 angesetzt und sollte als Wetterschacht eingesetzt werden. Am 24. Februar desselben Jahres kam es über Tage zu einem Brand. Durch den Brand wurden die Aufbereitung und das Schachtgebäude zerstört. Noch im selben Jahr wurde ein Feldesteil an die Zeche Vereinigte Westphalia abgegeben. Die Berechtsame umfasste nun eine Fläche von 4,6 km2. Am 6. Februar des Jahres 1890 brach der Schacht 1 zwischen einer Teufe von 100 bis 140 Metern ein. Der Schacht musste bis zum 21. April desselben Jahres außer Betrieb genommen werden. Anschließend erfolgte die Reparatur des Schachtes. Im März desselben Jahres soffen die 3. und die 4. Sohle ab und mussten gesümpft werden. Die Sümpfarbeiten wurden ab dem 14. Mai durchgeführt. Mitte Juni wurde der Wetterschacht 2 mit der 2. Sohle und bis zum Jahresende mit der 3. Sohle durchschlägig. Außerdem wurde in diesem Jahr auf der 2. Sohle und der 3. Sohle jeweils ein Durchschlag zwischen Schacht 1 und Schacht 2 erstellt. Auf der 4. Sohle wurde im Südfeld Aufschlussarbeiten durchgeführt. Im Jahr 1891 wurde der Schacht 2 in Betrieb genommen. Der Schacht wurde, obwohl als Wetterschacht vorgesehen, vorübergehend als Förderschacht eingesetzt. Noch im selben Jahr wurde Schacht 1 wieder in Betrieb genommen. Da der Wetterschacht im Südfeld zu Bruch gehen drohte, wurde er noch im Jahr 1891 verfüllt. Im Jahr 1893 wurden die Teufarbeiten am Wetterschacht 2 wieder aufgenommen und der Schacht wurde tiefer geteuft. Noch im selben Jahr wurde der Schacht mit der 4. Sohle durchschlägig. Im Jahr darauf wurde im Schacht 2 bei einer Teufe von 418 Metern (−331 m NN) die 5. Sohle angesetzt. Diese Sohle befand sich im gleichen Niveau wie die 5. Sohle der Zeche Vereinigte Westphalia. Im Jahr 1895 wurden die Teufarbeiten am Schacht 1 wieder aufgenommen und der Schacht wurde tiefer geteuft. Hierfür ließ man unterhalb der 4. Sohle eine Bergfeste stehen und teufte darunter bis zur 5. Sohle weiter. Im selben Jahr wurde ein Teilstück der Zeche Vereinigte Westphalia erworben. Das Teilstück hatte eine Größe von 1,6 km2 und wurde in 20 Jahresraten von der Gewerkschaft Tremonia abgezahlt. In diesem Feld befanden sich beiden stillgelegten Schächte Westphalia 1 und 2. Noch im selben Jahr wurde das zu diesem Zeitpunkt abgesoffene Feld gesümpft. Anschließend wurde auf der 4. Sohle ein Durchschlag zum Feld Westphalia erstellt. Die Berechtsame umfasste nun eine Fläche von 6,2 km2.
Im Jahr 1897 waren auf der 4. Sohle die Esskohlenflöze B, D, E, F, G, H, J, K, L, N, M, O, P und das Flöz Mausegatt in Bau. Auf der 5. Sohle waren die Flöze K, L und S in Abbau. Die Flöze J, K, L, N, M, O, P und S wurden querschlägig gelöst. Über Tage wurde eine neu gebaute Kokerei in Betrieb genommen. Das Bergwerk gehörte mittlerweile zum Bergrevier Ost-Dortmund. Im selben Jahr wurde die Gewinnung von Schwefelkies eingestellt. Im Jahr 1898 waren insgesamt 12 Flöze mit einer Mächtigkeit von 0,7 bis 2,2 Metern in Verhieb, sämtliche Flöze hatten einen Bergeanteil, der zwischen 0,04 und 0,5 Meter lag. Im selben Jahr wurde im Schacht 1 bei einer Teufe von 520 Metern (−434 m NN) die 6. Sohle angesetzt. Im Jahr 1902 wurde auf der 5. Sohle ein Durchschlag zum Feld Westphalia erstellt. Im Jahr darauf wurde im Schacht 1 die Bergfeste unterhalb der 4. Sohle entfernt. Im selben Jahr wurde mit den Aufwältigungsarbeiten im Feld Westphalia begonnen. Im Jahr 1904 wurde auf der 5. Sohle ein Durchschlag mit dem Schacht Westphalia 2 erstellt. Dieser Schacht befand sich einen Kilometer nördlich vom Betriebsteil 1/2. Ab dem Jahr 1905 beteiligte sich der Mülheimer Bergwerks-Verein an der Gewerkschaft Tremonia. Im selben Jahr wurde der Schacht Westphalia 2 zum einziehenden Wetterschacht umgebaut. Der Schacht wurde zusätzlich zur Förderung von Bergematerial genutzt. Außerdem wurde in diesem Jahr mit dem Abbau im Feld Westphalia begonnen. Im Jahr 1907 wurden die Teufarbeiten an Schacht 1 wieder aufgenommen und der Schacht wurde tiefer geteuft. Im Jahr darauf wurde der Schacht 1 ab der Karbongrenze bis zur 4. Sohle ausgemauert. 1910 übernahm die Deutsch-Luxemburgische Bergwerks- und Hütten-AG die Kuxenmehrheit der Gewerkschaft. Im Jahr 1911 wurde der Schacht 1 für die Förderung umgebaut. Im Jahr 1912 wurde der Schacht 1 bis zur 6. Sohle ausgemauert. Außerdem wurden die Teufarbeiten an Schacht 1 weiter geführt und der Schacht wurde tiefer geteuft. Im Jahr 1913 wurde der Schacht 1 bis zur 7. Sohle in Betrieb genommen. Der Schacht Westphalia 2 wurde als Wetterschacht in Betrieb genommen. Am 15. April des Jahres 1915 wurde ein weiteres Feld von Vereinigte Westphalia übernommen. Die Berechtsame umfasste nun eine Fläche von 5,9 km2. Bei einer Teufe von 620 Metern wurde eine Hilfssohle nach Norden angesetzt, die jedoch nicht mit dem Baufeld 1/2 durchschlägig war. Zu diesem Zeitpunkt waren auf dem Bergwerk drei Schächte in Betrieb.

### Die letzten Jahre als aktives Bergwerk
Im Jahr 1917 wurde der Schacht Westphalia 2 ab der 4. Sohle tiefer geteuft. Noch im selben Jahr wurde bei einer Teufe von 405 Metern (−331 m NN) die 5. Sohle angesetzt. Außerdem wurde in diesem Jahr ein Durchschlag zum Baufeld 1/2 erstellt. Nachdem in den Jahren ab 1910 die restlichen Kuxe durch die Deutsch-Luxemburgische Bergwerks- und Hütten-AG übernommen worden waren, wurde die Gewerkschaft Tremonia im Jahr 1918 aufgelöst. Im selben Jahr begann man mit den Ausrichtungsarbeiten im stillgelegten Feld von Louise Tiefbau. Am 1. Mai desselben Jahres wurde das Feld Friedrich Wilhelm von der Gewerkschaft Vorwärts erworben. Die Berechtsame umfasste nun eine Fläche von 10,1 km2. Im Jahr 1921 wurde in der Streckenförderung mit der Umstellung auf Grubenlokomotiven mit Fahrdraht begonnen. Im Jahr 1923 wurden die Teufarbeiten am Wetterschacht Westphalia 2 wieder aufgenommen und der Schacht wurde tiefer geteuft. Im darauffolgenden Jahr wurde bei einer Teufe von 502 Metern (−429 m NN) die 6. Sohle angesetzt. Außerdem wurde in diesem Jahr ein weiterer Durchschlag zum Baufeld 1/2 erstellt. Im Jahr 1926 wurde mit den Teufarbeiten für einen weiteren Wetterschacht begonnen. Der Schacht erhielt den Namen Schacht Schönau und wurde im Südfeld westlich der Eisenbahn in Höhe der Gartenstadt angesetzt. Bereits nach 20 Metern wurde noch im selben Jahr das Karbon erreicht. Im Jahr 1928 erreichte der Schacht bei einer Teufe von 127 Metern seine Endteufe. Im selben Niveau wurde die Wettersohle angesetzt. Am 14. Februar des Jahres 1931 wurde die Kokerei stillgelegt. Am 6. Mai desselben Jahres wurde die Zeche Tremonia stillgelegt. Die Anlage blieb jedoch zunächst einmal förderfähig. In der Folgezeit wurden die Wetterschächte verfüllt. Die Kokerei wurde im Juni des Jahres 1936 wieder in Betrieb genommen. Im Jahr 1941 wurde das Bergwerk an die Versuchsgrubengesellschaft mbH verpachtet. Die Kokerei wurde am 30. September des Jahres 1945 erneut stillgelegt und am 24. Februar des Jahres 1949 noch einmal in Betrieb genommen. Die endgültige Stilllegung erfolgte am 1. November des Jahres 1953. Die Zeche Tremonia war noch für mehrere Jahre als Versuchsbergwerk in Betrieb.

## Förderung und Belegschaft
Die ersten Belegschaftszahlen des Bergwerks stammen aus dem Jahr 1855, in diesem Jahr waren 34 Mitarbeiter auf dem Bergwerk beschäftigt. Die ersten Förderzahlen des Bergwerks stammen aus dem Jahr 1861, in diesem Jahr wurden mit 69 Beschäftigten 4597 Tonnen Steinkohle gefördert. Im Jahr 1865 wurde mit 408 Mitarbeitern eine Förderung von 229.788 preußische Tonnen Steinkohle erbrachten. Im Jahr 1866 wurde eine Förderung von 429.873 Tonnen Steinkohle erbracht. Die Belegschaftsstärke lag in diesem Jahr bei 474 Beschäftigten. Im Jahr 1870 wurden mit 610 Beschäftigten eine Förderung von 179.382 Tonnen Steinkohle erbracht. Auf dem Bergwerk wurden Fettkohlen mit einer guten Qualität gefördert. Im Jahr 1880 sank die Förderung auf 134.326 Tonnen, die Belegschaftsstärke lag bei 491 Beschäftigten. Im Jahr 1890 lag die Belegschaftsstärke bei 564 Beschäftigten, die Förderung betrug 120.329 Tonnen Steinkohle. Im Jahr 1900 stieg die Förderung auf 239.213 Tonnen Steinkohle, die Belegschaftsstärke lag bei 1048 Beschäftigten. Im Jahr 1910 stieg die Förderung erneut an auf 276.532 Tonnen, die Belegschaftsstärke lag bei 1141 Beschäftigten. Im Jahr 1915 wurde eine Förderung von 300.185 Tonnen Steinkohle erbracht, die Belegschaftsstärke betrug 1282 Beschäftigte. Im Jahr 1920 wurde eine Förderung von 281.181 Tonnen Steinkohle erbracht, die Belegschaftsstärke lag in diesem Jahr bei 2142 Beschäftigten. Im Jahr 1925 wurden mit 1471 Beschäftigten 326.990 Tonnen Steinkohle gefördert. Die maximale Förderung des Bergwerks wurde im Jahr 1929 erbracht. Es wurde eine Förderung von 426.840 Tonnen Steinkohle erzielt, die Belegschaftsstärke lag in diesem Jahr bei 1360 Beschäftigten. Im Jahr 1930 waren noch 1221 Mitarbeiter auf dem Bergwerk beschäftigt, es wurden 335.820 Tonnen Steinkohle gefördert. Dies sind die letzten bekannten Förder- und Belegschaftszahlen der Zeche Tremonia als förderndes Bergwerk.

## Die Jahre als Versuchsgrube
Nachdem das stillgelegte Bergwerk von der Versuchsgrubengesellschaft mbH angepachtet worden war, wurde es als Versuchsgrube ausgebaut. Zum Zeitpunkt der Verpachtung war das Grubengebäude bis auf eine Teufe von 433 m abgesoffen. Die Berechtsame für die Versuchsgrube umfasste eine Fläche von 1,25 km2. Am 1. Januar des Jahres 1944 wurde die Versuchsgrube Tremonia in Betrieb genommen. Das Bergwerk hatte zwei Schächte, und mehrere Kilometer Strecke, verteilt auf drei Sohlen. Davon war die 4. Sohle, mit einer Teufe von 352 Metern (−265 m NN), die tiefste Sohle. Gegen Ende des Zweiten Weltkrieges soff die 4. Sohle ab und wurde im darauffolgenden Jahr gesümpft. Am 31. März des Jahres 1947 wurde die Versuchsgrube erneut in Betrieb genommen. Im Laufe der Jahre wurde die Versuchsgrube weiter ausgebaut. Auf der 2. Sohle wurden Lehrbetriebe für die Ausbildung von Sprengsteigern und für Studenten der Fachhochschule Bergbau und für Absolventen der Bergfachschule eingerichtet. Im Jahr 1960 erhielt der Schacht 1 ein neues Fördergerüst und die Grubenbaue wurden bis auf eine Teufe von 640 Metern gesümpft. Die Schächte 1 und 2 waren nun bis zur 6. Sohle in Betrieb. Im Jahr 1986 wurde eine neue Explosionsstrecke in Betrieb genommen. Die Strecke hatte eine Länge von 250 Metern und einen Streckenquerschnitt von 20 m2. Am 31. Dezember des Jahres 1996 wurde die Versuchsgrube Tremonia stillgelegt. Ab Januar des darauffolgenden Jahres wurden die Grubenbaue ausgeraubt, anschließend wurden die beiden noch vorhandenen Schächte verfüllt. Im November desselben Jahres wurden die Fördergerüste abgerissen.

## Heutige Nutzung
Im Laufe der Jahre wurden Teilbereiche des Zechengeländes an den Nachbarn, das Stahlwerk Rothe Erde verkauft. So ist z. B. das nördliche Fördermaschinengebäude von Schacht 1 erhalten und wird dort heute als Verwaltungsgebäude genutzt. Auf dem restlichen Gelände zwischen der Tremoniastraße und dem Leierweg entlang der Haldenstraße ist bis heute die DMT GmbH & Co. KG, Zentrum für Brand- und Explosionsschutz, ein Tochterunternehmen der TÜV Nord, mit Laboratorien für brandschutztechnische Prüfungen angesiedelt. Auf dem Betriebsgelände erinnert nur noch das alte Fördermaschinengebäude von Schacht 2 an seine ehemalige Nutzung.
Heute befindet sich auf ihrem Gelände in Dortmund zwischen der Tremoniastraße und dem Leierweg der Tremoniapark, in dem so gut wie nichts an seine ehemalige Nutzung erinnert. Lediglich ein Trafohäuschen und die Gleise des Bahnanschlusses am Güterbahnhof Dortmunder Feld sind erhalten.